# Expresso Estremadura

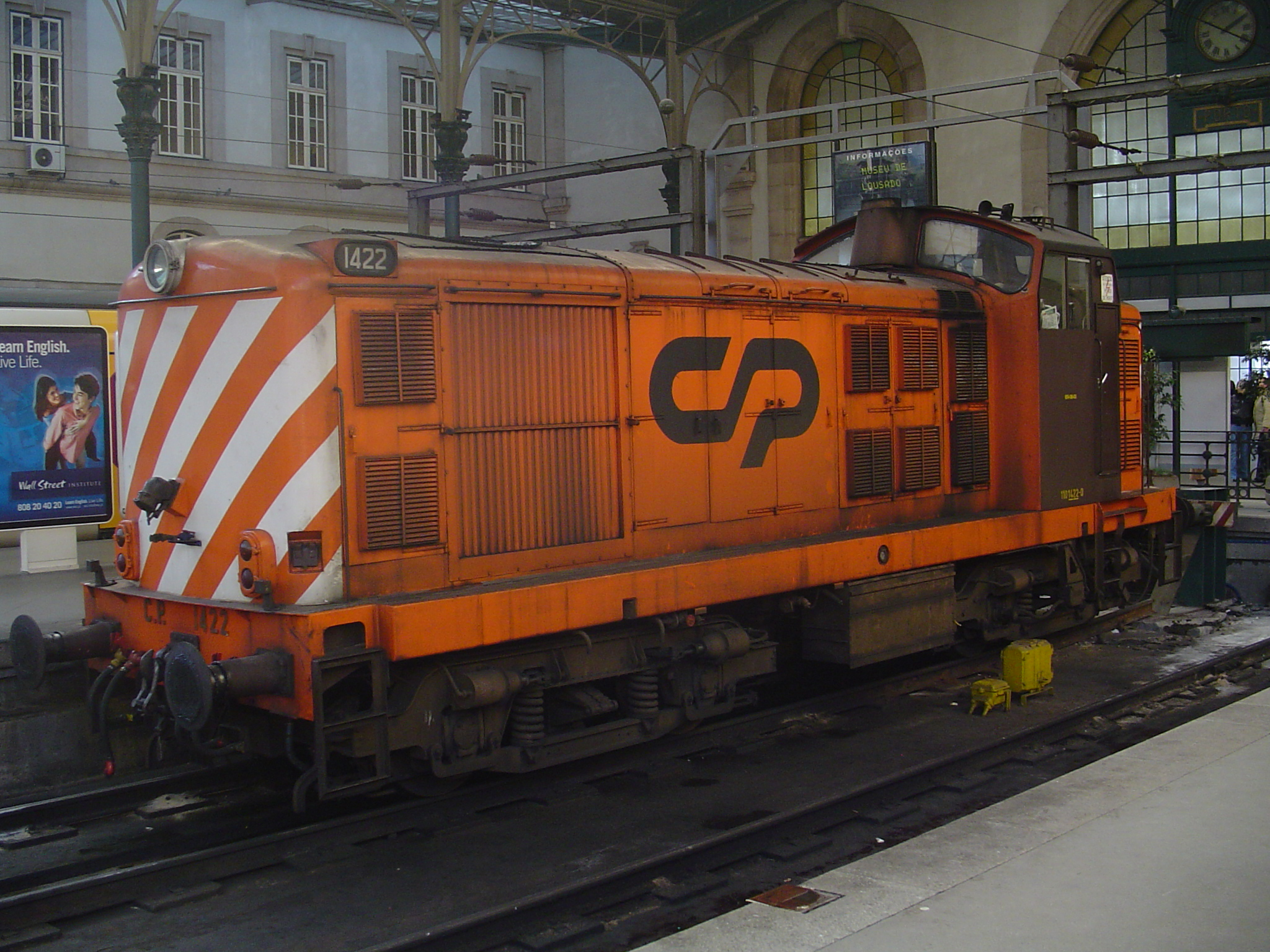
Locomotora de la serie 1400 de la operadora Comboios de Portugal.

El Expresso Estremadura fue un servicio ferroviario de la compañía de los Caminhos de Ferro Portugueses, que unía las localidades de Lisboa, en Portugal, y Badajoz, en España.

## Características
Esta composición, creada en 1989 con un tren formado por una locomotora de la Serie 1400 y varios vagones metálicos fabricados por la empresa SOREFAME, era operado por la compañía de los Caminhos de Ferro Portugueses, uniendo las localidades de Lisboa, en Portugal, y Badajoz, en España.